# Loops of Fury
Loops of Fury (рус. Циклы ярости) — мини-альбом британской группы The Chemical Brothers, вышедший 15 января 1996 года.

## Об альбоме
В заглавном треке альбома синтезатор и ударные имеют звучание, которое к концу 1990-х станет характерным для группы и сохранится на долгие годы. Трек был использован в PlayStation-игре Wipeout 2097, и появился на её саундтреке. Заглавный трек также появился на бонусном диске сборника 2003 года Singles 93–03 и в качестве би-сайда на японской версии сингла «Setting Sun», вышедшего в сентябре 1996 года. Версия заглавной песни, включённая в сборник Singles 93–03 и сборники разных артистов, имеет несколько другое окончание в силу того, что на мини-альбоме треки плавно переходят один в другой.
«Get Up on It Like This» впоследствии была переработана и включена в последующий студийный альбом группы, Dig Your Own Hole.

## Список композиций
Вся музыка написана Томом Роулендсом и Эдом Саймонсом.
| №  | Название                             | Длительность |
| -- | ------------------------------------ | ------------ |
| 1. | «Loops of Fury»                      | 4:41         |
| 2. | «(The Best Part Of) Breaking Up»     | 5:44         |
| 3. | «Get Up on It Like This»             | 6:03         |
| 4. | «Chemical Beats» (Dave Clarke Remix) | 5:04         |

## Чарты
| Чарт (1996)                        | Позиция |
| ---------------------------------- | ------- |
| Новая Зеландия (Recorded Music NZ) | 48      |
| Швеция (Sverigetopplistan)         | 20      |
| Великобритания (OCC UK Singles)    | 13      |